# Liste von Schiffsklassen der italienischen Marine
Nachstehend eine Auswahl von Kriegsschiffklassen, die bei der italienischen Marine in Dienst stehen oder standen:

## Flugzeugträger
- Trieste (38.000 ts, 2023–), amphibisches Angriffsschiff und Flugzeugträger
- Cavour (27.000 ts, 2007–)
- Giuseppe Garibaldi (13.000 ts, 1985–)
- Aquila (27.800 ts, 1943), unvollendeter Umbau des Passagierdampfers Roma (1926)

## Schlachtschiffe
Dreadnoughts:
- Littorio-Klasse (4 Schiffe, 46.000 ts, 1937–1948)
- Conte-di-Cavour-Klasse (3 Schiffe, 29.000 ts, 1914–1955)
- Caio-Duilio-Klasse (2 Schiffe, 29.000 ts, 1914–1957)
- Dante Alighieri (1 Schiff, 21.800 ts, 1913–1928)

Einheitslinienschiffe:
- Regina-Elena-Klasse (4 Schiffe, 14.000 ts, 1904)
- Regina-Margherita-Klasse (2 Schiffe, 14.500 ts, 1901–1916)
- Emanuele-Filiberto-Klasse (2 Schiffe, 10.531 ts, 1897)

Panzerschiffe und andere:
- Re-Umberto-Klasse (3 Schiffe, 15.454 ts, 1888)
- Ruggiero-di-Lauria-Klasse (3 Schiffe, 1884)
- Italia-Klasse (2 Schiffe, 1880)
- Caio-Duilio-Klasse (2 Schiffe, 12.000 ts, 1876)
- Roma-Klasse (2 Schiffe, 6.250 ts, 1865)

## Kreuzer
- Vittorio Veneto (1 Flugdeckkreuzer, 9.200 ts, 1969–2004)
- Andrea-Doria-Klasse (1962) (2 Schiffe, 6.500 ts, 1963–1992)

Schwere Kreuzer
- Zara-Klasse (4, 14.500 ts, 1933–1943)
- Trento-Klasse (3, 13.500 ts, 1929–1943)

Leichte Kreuzer:
- Condottieri-Typ (12 Kreuzer in 5 Unterklassen):
  - Alberto-di-Giussano-Klasse (4, 7.000 ts, 1931–1941)
  - Cadorna-Klasse (2, 7.100 ts, 1933–1951)
  - Montecuccoli-Klasse (2, 8.900 ts, 1934–1964)
  - Duca-d’Aosta-Klasse (2, 10.500 ts, 1934–1951)
  - Duca-degli-Abruzzi-Klasse (2, 11.700 ts, 1936–1971)
- Capitani-Romani-Klasse (12 bestellt, 4 gebaut, 5.420 ts, 1941–1971)
- Taranto-Klasse (2 ehem. dt. Kreuzer Straßburg, Pillau, 5.200 ts, 1920–1943)
- Brindisi-Klasse (2 ehem. kuk Kreuzer Helgoland, Saida, 3.488 ts, 1920–1934)

Panzerkreuzer:
- Pisa-Klasse (2, 11.300 t, 1909–1937 und 1 Schiff Griechenland)
- San-Giorgio-Klasse (1908) (2, 11.300 t, 1908–1941)
- Giuseppe-Garibaldi-Klasse (3, 7.350 t, 1901–1930 und 4 Schiffe Argentinien, 1 Schiff Spanien, 2 Schiffe Japan)
- Vittor-Pisani-Klasse (2, 6.270 t, 1898–1920)
- Marco Polo (1892) (1, 4.580 t, 1894–1922)

Geschützte Kreuzer:
- Campania-Klasse (2, 2780 t, 1917–1937)
- Nino-Bixio-Klasse (2, 3575 t, 1914–1929)
- Libia (1912) (1, 3800 t, 1913–1937, für die Türkei begonnen)
- Quarto (1911) (1, 3281 t, 1912–1939)
- Agordat-Klasse (2, 1250 t, 1900–1920)
- Calabria (1894) (, 2390 t, 1897–1924)
- Lombardia-Klasse (5, 2280–2490 t, 1893–1924)

Torpedokreuzer:
- Piemonte (1888) (1, 2639 t, 1889–1920)
- Dogali (1, 2088 t, 1887–1908)

## Zerstörer
- Horizon-Klasse (2 Schiffe, 2007–)
- De-la-Penne-Klasse (2 Schiffe, 1990–)
- Audace-Klasse (2 Schiffe, 4.500 ts, 1972–2003)
- Impavido-Klasse (2 Schiffe, 3.900 ts, 1963–1991)
- Indomito-Klasse (1955) (2 Schiffe, 3.800 ts, 1955–1983)
- Soldati-Klasse (19 Schiffe in 2 Serien, 2.500 ts, 1937–1948)
- Oriani-Klasse (4 Schiffe, 1950 ts, 1935–1948) wie Vincenzo Gioberti
- Maestrale-Klasse (4 Schiffe, 2.235 ts, 1931–1943)
- Folgore-Klasse (4 Schiffe, 2.100 ts, 1929–1943)
- Dardo-Klasse, auch Freccia-Kl. (4 Schiffe, 1.920 ts, 1929–1943); 4 ähnliche für Griechenland gebaut
- Navigatori-Klasse (12 Schiffe, 2.657 ts, 1928–1941)
- Turbine-Klasse (8 Schiffe, 1.715 ts, 1925–1943) wie Euro
- Sauro-Klasse (4 Schiffe, 1.580 ts, 1924–1942)
- Sella-Klasse (2 Schiffe, 1.480 ts, 1922–1943)
- Leone-Klasse (5 Schiffe, 2.203 ts, 1921–1941)
- Fasana- und Grado-Klasse (7 Boote ex kuk Tátra-Klasse, 850/880 t, 1920–1939, Kriegsbeute, ab 1929 Torpedoboote)
- Ardimentoso (1 Boot ex S 63, 919 t, 1925–1939, Kriegsbeute)
- Cesare Rossarol (1 Boot ex B 97, 1374 t, 1920–1939, Kriegsbeute)
- Premuda (1918) (1 Schiff ex V 116, 2040 t, 1920–1939, Kriegsbeute)
- Mirabello-Klasse (3 Schiffe, 2.040 ts, 1916–1941)
- siehe unten Torpedoboote: Pilo-Klasse 1915 bis Curtatone-Klasse 1923 (35 Boote / 6 Klassen, 770 bis 1170 t) bis 1929/1938 Zerstörer
- Aquila-Klasse (4 Schiffe, 1594 t, 1917–1938, für Rumänien im Bau, zwei 1920 geliefert, beiden verbliebenen an Spanien verkauft)
- Alessandro Poerio-Klasse (3 Schiffe, 1028 t, 1915–1938, beiden verbliebenen 1937  an Spanien verkauft)
- Audace-Klasse (2 Boote, 750 t, 1914–1923)
- Ardito-Klasse (2 Boote, 695 t, 1913–1937, ab 1929 Torpedoboote)
- Indomito-Klasse (1913) (6 Boote, 672 t, 1913–1943, ab 1929 Torpedoboote)
- Ascaro (1 Boot Soldati-Klasse, 397 t, 1912–1930, ursprünglich für China im Bau, ab 1921 Torpedoboot)
- Soldati-Klasse (10 Boote in 2 Gruppen, 395/407 t, 1907–1932, ab 1921 Torpedoboote)
- Nembo-Klasse (6 Boote, 325 t, 1902–1924)
- Lampo-Klasse (6 Boote, 320 t, 1900–1924)
- Fulmine (1898) (Einzelboot, 298 t, 1900–1921)

## Fregatten
- Bergamini-Klasse (4 Schiffe in Dienst und 6 weitere im Bau oder geplant, 5.750 ts, 2009–)
- Maestrale-Klasse (8 Schiffe, 3.000 ts, 1979–)
- Artigliere-Klasse (4 Schiffe, 2.500 ts, 1995–)
- Lupo-Klasse (4 Schiffe, 2.500 ts, 1976–2003)
- Alpino-Klasse (2 Schiffe, 2.700 ts, 1967–1996; bis 2008 als MCMV-Tender bzw. Erprobungsschiff)
- Bergamini-Klasse (4 Schiffe, 1.600 ts, 1960–1988)
- Centauro-Klasse (4 Schiffe, 2.250 ts, 1954–1984)

## Korvetten/OPVs
- Minerva-Klasse (8 Schiffe)
- Cassiopea-Klasse (6 Schiffe)
- Cigala-Fulgosi-Klasse (6 Schiffe)
- De-Cristofaro-Klasse (4 Schiffe, 940 t, 1963–1994)
- Albatros-Klasse (4 Schiffe, 950 t, 1954–1986)
- Gabbiano-Klasse (60 Schiffe in 5 Serien, 740 t, 1942–1973)

## U-Boote
- U-212A-Klasse (2 Boote, 1.800 ts, 2004–)
- Sauro-Klasse (8 Boote in 4 Serien, 1.800 ts, 1980–)
- Toti-Klasse (4 Boote, 580 ts, 1967–1999)
- CM-Klasse (3 Kleinst-U-Boote, 114 ts, 1945–1948)
- CD-Klasse (2 Kleinst-U-Boote, 5,83 ts, 1944–1945)
- CC-Klasse (3 Kleinst-U-Boote, 117 ts, 1943–1944)
- R-Klasse (2 Transportboote, 2210 t, 1942–1943)
- Flutto-Klasse (10 von gepl. 48 Mittelmeerbooten, 950 t, 1941–1971)
- CB-Klasse (22–26 Kleinst-U-Boote, 45 ts, 1941–1957)
- Cagni-Klasse (4 Hochseeboote, 1708 t, 1939–1945)
- Acciaio-Klasse („Typ 600“, 13 Küstenboote, 715 t, 1939–1946)
- Marconi-Klasse (6 Hochseeboote, 1195 t, 1938–1945)
- Liuzzi-Klasse (4 Hochseeboote, 1187 t, 1938–1944)
- CA-Klasse (4 Kleinst-U-Boote, 16,4 ts, 1938–1943)
- Marcello-Klasse (11 Hochseeboote, 1063 t, 1937–1943)
- Foca-Klasse (3 Minenlegeboote, 1333 t, 1936–1947)
- Brin-Klasse (5 Hochseeboote, 1016 t, 1936–1948)
- Adua-Klasse („Typ 600“, 17 Küstenboote, 698 t, 1936–1943)
- Perla-Klasse („Typ 600“, 10 Küstenboote, 700 t, 1935–1947)
- Argo-Klasse (2 Küstenboote, 794 t, 1935–1943)
- Calvi-Klasse (3 Hochseeboote, 1550 t, 1932–1944)
- Sirena-Klasse („Typ 600“, 12 Küstenboote, 701 t, 1931–1943)
- Micca-Klasse (1 Minenlegeboot, 1570 t, 1931–1943)
- Glauco-Klasse (2 Hochseeboote, 1055 t, 1931–1941)
- Archimede-Klasse (2 Hochseeboote, 985 t, 1931–1946)
- Argonauta-Klasse („Typ 600“, 7 Küstenboote, 665 t, 1929–1948)
- Squalo-Klasse (4 Boote, 933 t, 1928–1948)
- Settembrini-Klasse (2 Boote, 953 t, 1928–1944)
- Bandiera-Klasse (4 Boote, 941 t, 1928–1948)
- Bragadin-Klasse (2 Minenlegeboote, 981 t, 1927–1948)
- Fieramosca-Klasse (1 Hochseeboot, 1556 t, 1926–1946)
- Pisani-Klasse (4 Boote, 880 t, 1925–1948)
- Mameli-Klasse (4 Boote, 830 t, 1925–1948)
- Balilla-Klasse (4 Hochseeboote, 1405 t, 1925–1946)
- X-Klasse (2 Minenlegerboote, 410 t, 1918–1946)
- N-Klasse (6 Boote, 280 ts, 1918–1935)
- Barbarigo-Klasse (4 Boote, 762 ts, 1918–1935)
- Micca-Klasse (6 Boote, 842 ts, 1917–1938)
- Pacinotti-Klasse (2 Boote, 710 ts, 1916–1921)
- H-Klasse (8 Boote in Kanada gebaut, 390 t, 1916–1948)
- W-Klasse (4 Boote im Vereinigten Königreich gebaut, 300/322 ts, 1916–1919)
- F-Klasse (21 Boote, 262 ts, 1916–1935, etliche exportiert)
- S-Klasse (3 Boote im Vereinigten Königreich gebaut, 254 ts, 1915–1919)
- B-Klasse (3 Kleinst-U-Boote, 46 ts, 1916-919)
- A-Klasse (6 Kleinst-U-Boote, 37 ts, 1915–1918)
- Pullino-Klasse (2 Boote, 355 ts, 1913–1919)
- Nautilus-Klasse (2 Boote, 300 ts, 1913–1919)
- Medusa-Klasse (8 Boote, 250 ts, 1912–1918)
- Glauco-Klasse (1905) (5 Boote, 160 ts, 1905–1918)

## Torpedoboote
- Pilo-Klasse (8 Boote, 770/900 t, 1915 bis 1929 Zerstörer)
- Sirtori-Klasse (4 Boote, 845/965 t, 1916 bis 1929 Zerstörer)
- Audace (1 Boot, 1.250/1.364 t, 1917 bis 1929 Zerstörer, in GB gebaut, ursprünglich für Japan vorgesehen)
- La-Masa-Klasse (8 Boote, 840/875 t, ab 1917 bis 1929 Zerstörer)
- Palestro-Klasse (4 Boote, 1.033/1.180 t, ab 1921 bis 1929 Zerstörer)
- Cantore-Klasse (6 Boote, 832/890 t, ab 1921 bis 1929 Zerstörer)
- Curtatone-Klasse (4 Boote, 1.170/1.214 t, ab 1923 bis 1938 Zerstörer)
- Spica-Klasse (30 Boote in 3 Serien, 795/1.020 t, 1933–1943)
- Orsa-Klasse (4 Boote, 840/1.575 t, 1936–1943)
- Ciclone-Klasse (16 Boote, 910/1.625 t, 1942–1943)
- Ariete-Klasse (16 Boote, 745/1.110 t, 1942–1949)

## Schnellboote
- Sparviero-Klasse (1+6 Tragflügelboote, 63 ts, 50 kn, 1971–1994)

MAS - Motoscafo Armato Silurante
- 500er-MAS-Klasse (77 Boote in 5 Serien, 22–29 t, 1937–1943)
- 12t-SVAN-Klasse (5 Boote, 12 t)
- 13t-SVAN-Klasse (3 Boote, 13 t)
- 14t-SVAN-Klasse (5 Boote, 14 t)

## Minensuchboote
- G-Klasse (47 Boote)
- Lerici-Klasse (4 Boote)
- Gaeta-Klasse (8 Boote)

## Landungsfahrzeuge
- San-Giorgio-Klasse (3 Schiffe)
- Motozattera (95 Boote)
- Sesia-Klasse (4 Schiffe)[1]
- Adige (Einzelschiff)[1]

## Versorgungsschiffe
- Stromboli-Klasse (2 Schiffe)
- Etna-Klasse (1 Schiff)
- Vulcano-Klasse (3 Schiffe geplant)

## Sonstige
- Flugzeugmutterschiff Europa
- Segelschulschiff Amerigo Vespucci
- Segelschulschiff Cristoforo Colombo
- Segelschulschiff Palinuro
- Flottendienstboot Elettra